# Mike Tyson (giocatore di football americano)
Michael Jamont'e Tyson (Norfolk, 27 luglio 1993) è un giocatore di football americano statunitense che milita nel ruolo di safety nella National Football League (NFL) e dal 2022 è free agent.

## Carriera

### Seattle Seahawks
Tyson al college giocò a football all'Università di Cincinnati. Fu scelto nel corso del sesto giro (187º assoluto) del Draft NFL 2017 dai Seattle Seahawks. Fu svincolato il 2 settembre 2017 e il giorno successivo rifirmò con la squadra di allenamento. Fu promosso nel roster attivo il 16 dicembre 2017 ma non scese mai in campo nella sua stagione da rookie. Il 1º settembre 2018 fu svincolato.

### Houston Texans
Il 3 settembre 2018 Tyson firmò con la squadra di allenamento degli Houston Texans. Fu promosso nel roster attivo il 9 ottobre 2018. In quella stagione disputò 10 partite, di cui 2 come titolare, mettendo a segno 5 tackle.

### Green Bay Packers
Il 13 maggio 2019 Tyson firmò con i Green Bay Packers. Fu svincolato il 2 settembre 2019.

### Toronto Argonauts
Il 13 gennaio 2021 Tyson firmò con i Toronto Argonauts della Canadian Football League (CFL). Fu svincolato il 14 giugno 2021.